# Калинин, Владимир Петрович
Владимир Петрович Калинин (21 августа 1924, Ульяновск — 23 апреля 1997, Новосибирск) — советский и российский работник промышленности, директор Новосибирского завода конденсаторов (1965—1979).

## Биография
Родился 21 августа 1924 года в Ульяновске. Из семьи рабочих. С 1941 года —  слесарь Ульяновского предприятия п/я 19.
Окончив в 1947 году Ульяновский механический техникум, устроился на Новосибирский завод низковольтной аппаратуры (конструктор, старший инженер, начальник бюро отдела главного механика, заместитель главного механика, главный механик, секретарь парткома).
В 1956 году, не прекращая работу, окончил Московский политехнический институт.
Непродолжительное время был главным инженером Новосибирского завода металлоконструкций, после чего занял должность директора Новосибирского завода конденсаторов (1965—1979). Член горкома КПСС.

## Награды
Ордена Ленина (1971), Трудового Красного Знамени (1976), медали.